# Carl-Benz-Stadion
Das Carl-Benz-Stadion ist ein Fußballstadion im Stadtteil Oststadt der baden-württembergischen Großstadt Mannheim. Es besitzt ein Fassungsvermögen von 24.302 Zuschauern auf 13.579 Sitzplätzen und 10.723 Stehplätzen. Aufgrund von Sichtbehinderungen sind 1.400 Sitzplätze gesperrt. Es ist die Heimspielstätte des Fußballvereins SV Waldhof Mannheim.

## Stadion
Das 1994 eröffnete Stadion besitzt komplett überdachte Ränge. Am 25. Februar 1994 bestritt der SV Waldhof Mannheim das erste Spiel im Carl-Benz-Stadion. Das Stadion verfügt über Flutlicht und seit 2019 über eine Rasenheizung. Das Carl-Benz-Stadion befindet sich neben dem Rhein-Neckar-Stadion des Waldhöfer Lokalrivalen VfR Mannheim und wurde nach Plänen der Fiebiger GmbH Architekten + Ingenieure unter der Leitung des Architekten Folker Fiebiger errichtet.

## Namensgeber
Das Stadion wurde nach Carl Benz benannt, der in Mannheim das Automobil erfand. Im Zuge der Namensgebung trug der Konzern Daimler-Benz AG finanzielle Mittel zur Anschaffung einer Anzeigetafel bei. Der Sponsorvertrag wurde ohne zeitliche Befristung vergeben, so dass eine weitere Veräußerung nicht mehr möglich ist.

## Geschichte
Am Ort des heutigen Carl-Benz-Stadions wurde 1927 das Stadion Mannheim fertiggestellt. Es besaß eine Leichtathletik-Laufbahn, fasste 35.000 Zuschauer und war unter anderem 1929 Schauplatz eines Länderspiels zwischen Deutschland und der Schweiz. Das Stadion verfügte über eine der wenigen 500-m-Aschenbahnen. Da die Bahn nicht den Regularien der Leichtathletik entsprach (Kurvenradius zu groß), konnten dort gelaufene Rekorde nicht anerkannt werden. 1959 erhielt das Stadion Mannheim eine neue Tribüne und 1963 wurde es in Rhein-Neckar-Stadion umbenannt. 1971 wurde in direkter Nachbarschaft mit dem Rhein-Neckar-Stadion ein reines Fußballstadion errichtet, das ebenfalls den Namen Rhein-Neckar-Stadion erhielt und Heimstätte des VfR Mannheim wurde.
Die ersten Gedanken für ein neues und professionelles Fußballstadion in Mannheim begannen 1979 mit Planungen für einen Umbau des alten Rhein-Neckar-Stadions. Nach weiteren Gedankenspielen und etlichen Rechtsstreitereien begann schließlich im Juli 1992 der Abriss des alten Rhein-Neckar-Stadions.
Ende 1993 beschloss der Mannheimer Gemeinderat, das neue Stadion nach Carl Benz zu benennen, der in Mannheim das Automobil erfand. Das Carl-Benz-Stadion wurde am 25. Februar 1994 mit dem Zweitligaspiel des SV Waldhof Mannheim gegen Hertha BSC (2:2) vor 27.000 Zuschauern eröffnet.
Aufgrund von Anwohnerklagen dürfen im Stadion jährlich nur 27 Veranstaltungen stattfinden, so dass es pro Saison immer nur von einem Verein genutzt werden kann. Spiele in europäischen Vereinswettbewerben sind nicht von dieser Begrenzung betroffen. Diese Sonderregelung wurde im Jahre 2001 mit den Anwohnern vereinbart, als der SV Waldhof Chancen hatte, in die Bundesliga aufzusteigen. Die Stadt Mannheim hat verfügt, dass das Stadion immer dem ranghöchsten Mannheimer Fußballclub zur Verfügung gestellt wird. Seit Beginn wurde es daher vom SV Waldhof Mannheim genutzt.
Außerdem fanden im Carl-Benz-Stadion zwei Länderspiele der Herren statt, 1996 spielte die deutsche Nationalmannschaft gegen Liechtenstein und 1998 gegen Luxemburg. Ebenfalls 1996 fand dort das DFB-Supercup-Endspiel statt (Borussia Dortmund – 1. FC Kaiserslautern 4:3 i. E. (1:1 n. V.)) sowie das DFB-Ligapokal-Endspiel 2001 (Hertha BSC – FC Schalke 04 4:1). Während der U-21-Fußball-Europameisterschaft 2004 wurden drei Vorrundenspiele im Mannheimer Stadion ausgerichtet. 2006 fand hier im Rahmen der Kampagne „Klub 2006 – die FIFA WM im Verein“ ein 60-minütiges Spiel des FSV Luckenwalde gegen die deutsche Fußballnationalmannschaft statt.
Die TSG 1899 Hoffenheim trug im Jahr 2008 in der Hinrunde der Fußball-Bundesliga neun Heimspiele im Carl-Benz-Stadion aus. Um die Bundesliga-Auflagen der Deutschen Fußball Liga zu erfüllen, wurde zuvor eine 400.000 Euro teure Videowand installiert und weitere 600.000 Euro in die bauliche Ertüchtigung, Medienarbeitsplätze und Sicherheitseinrichtungen investiert. Die Kosten übernahm als Stadioneigentümerin die Stadt Mannheim im Vorgriff auf einen Sponsor-Vertrag mit der Daimler AG (heutige Mercedes-Benz Group).
Dreimal fanden im Carl-Benz-Stadion Länderspiele der deutschen Frauennationalmannschaft statt, 2009 gegen Japan, 2012 gegen Spanien und 2014 gegen Slowenien.
Am 11. Juni 2011 besuchten am 38. und letzten Spieltag der Fußball-Oberliga Baden-Württemberg 18.313 Zuschauer das Spiel des SV Waldhof Mannheim gegen den FV Illertissen. Dies bedeutete Zuschauerrekord bei einem Spiel der 5. Liga. Mit einem 6:0-Sieg stieg der Waldhof in die Fußball-Regionalliga Süd auf.
Mit einer offiziellen Zuschauerzahl von 14.413 Besuchern im Spiel des SV Waldhof Mannheim gegen die Wormatia Worms wurde am 20. April 2019 im Carl-Benz-Stadion der Zuschauerrekord bei einem regulären Spiel in der Regionalliga Südwest gebrochen, welcher wenige Wochen vorher am 9. März 2019, beim Spiel SV Waldhof Mannheim gegen den 1. FC Saarbrücken, mit einer Zuschauerzahl von 14.326, aufgestellt wurde.
Nach dem Aufstieg des SVW in die 3. Fußball-Liga 2019/20 kündigte der Eigentümer des Stadions, die Stadt Mannheim, an, bis Saisonbeginn Modernisierungsmaßnahmen durchzuführen. So erhielt das Stadion beispielsweise eine neue Videoüberwachungsanlage, einen neuen Spielfeldrasen inklusive Rasenheizung sowie eine modernisierte Flutlichtanlage.
Mitte Februar 2022 wurde bekannt, dass Bernd Beetz bereit wäre, als Ersatz für das in die Jahre gekommene Stadion den Bau eines neuen 60 Millionen Euro teuren Stadions an einem anderen Standort vorzufinanzieren.

## Galerie

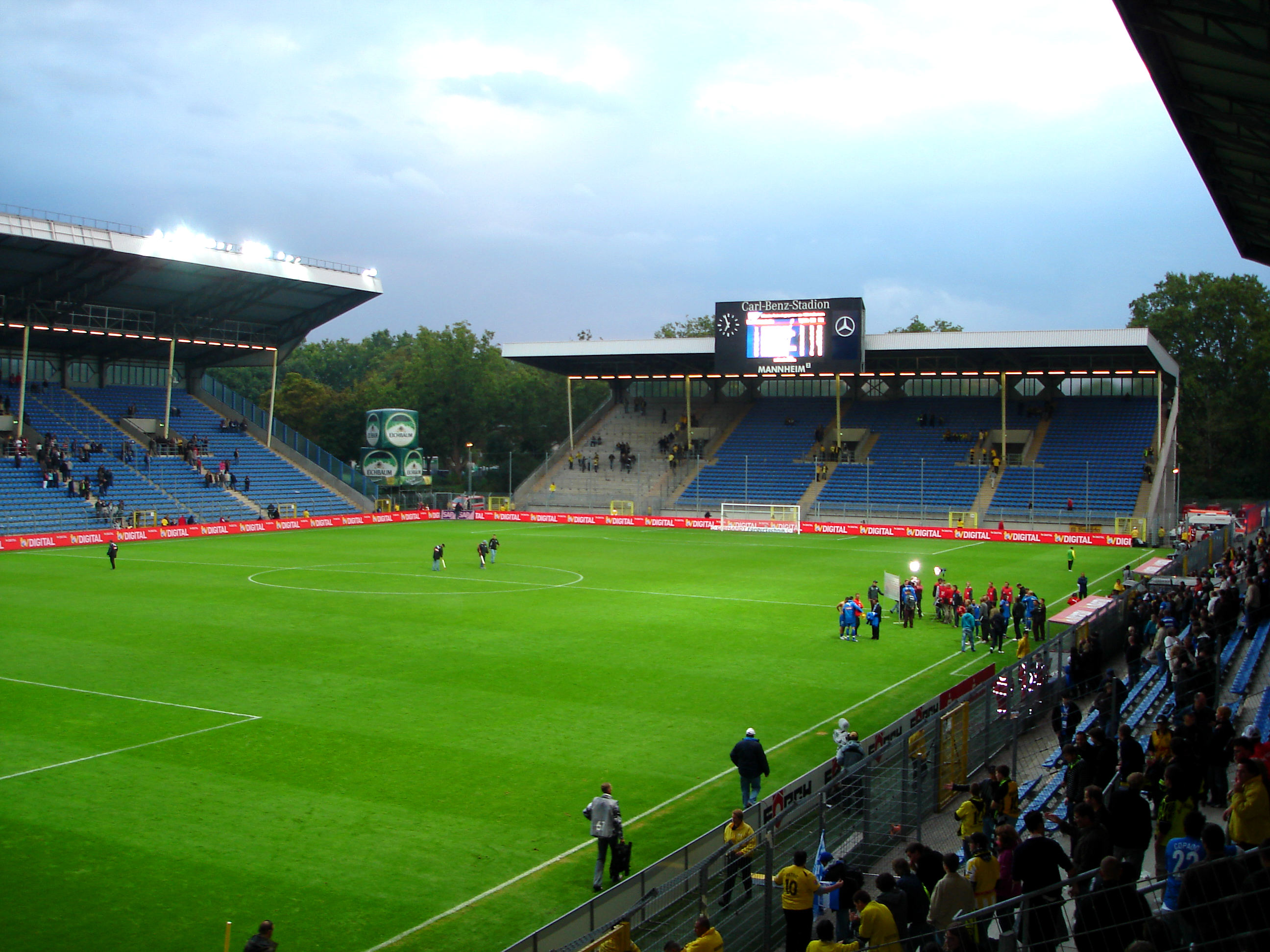
Westtribüne und Spielfeld
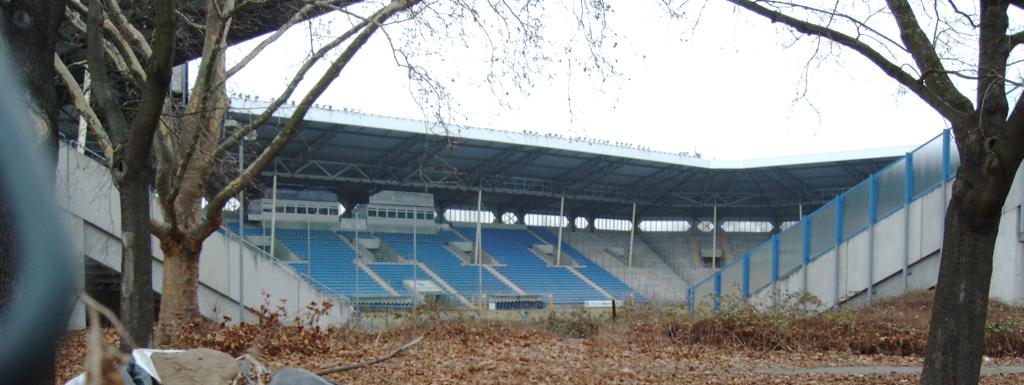
Carl-Benz-Stadion
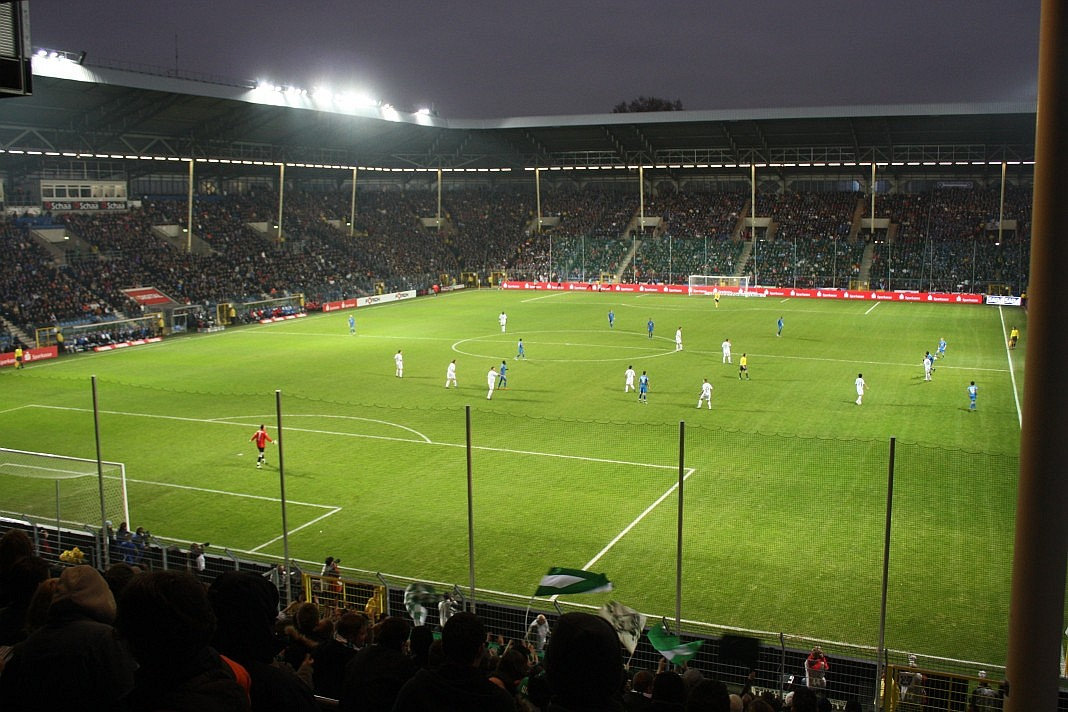
Das Spiel TSG Hoffenheim gegen VfL Wolfsburg (3:2) am 15. November 2008
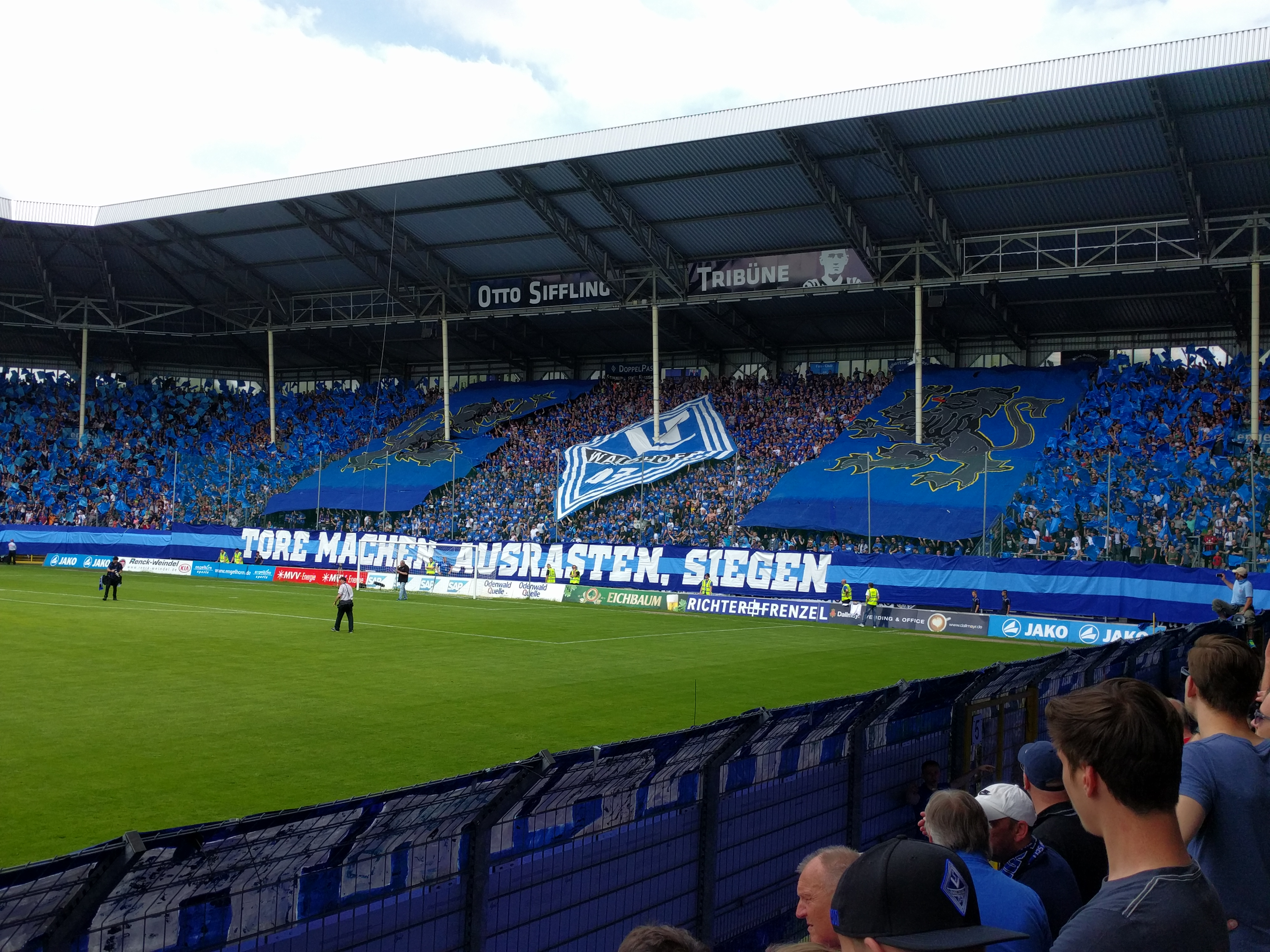
Otto-Siffling-Tribüne (Osttribüne) im Carl-Benz-Stadion, am 29. Mai 2016
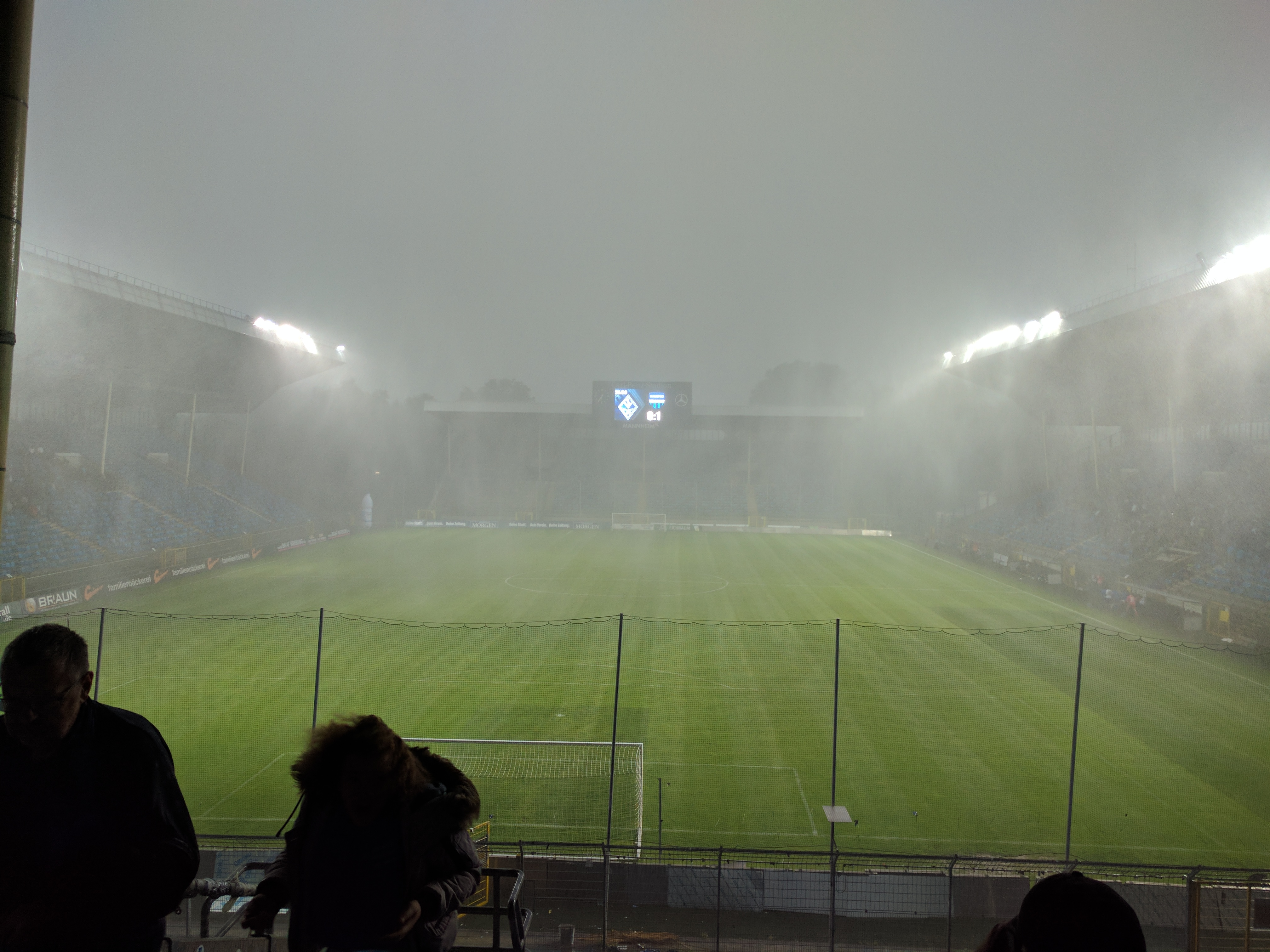
Das Abschiedsspiel von Hanno Balitsch im Carl-Benz-Stadion Mannheim musste wegen eines Gewitters unterbrochen werden, 9. Juni 2017
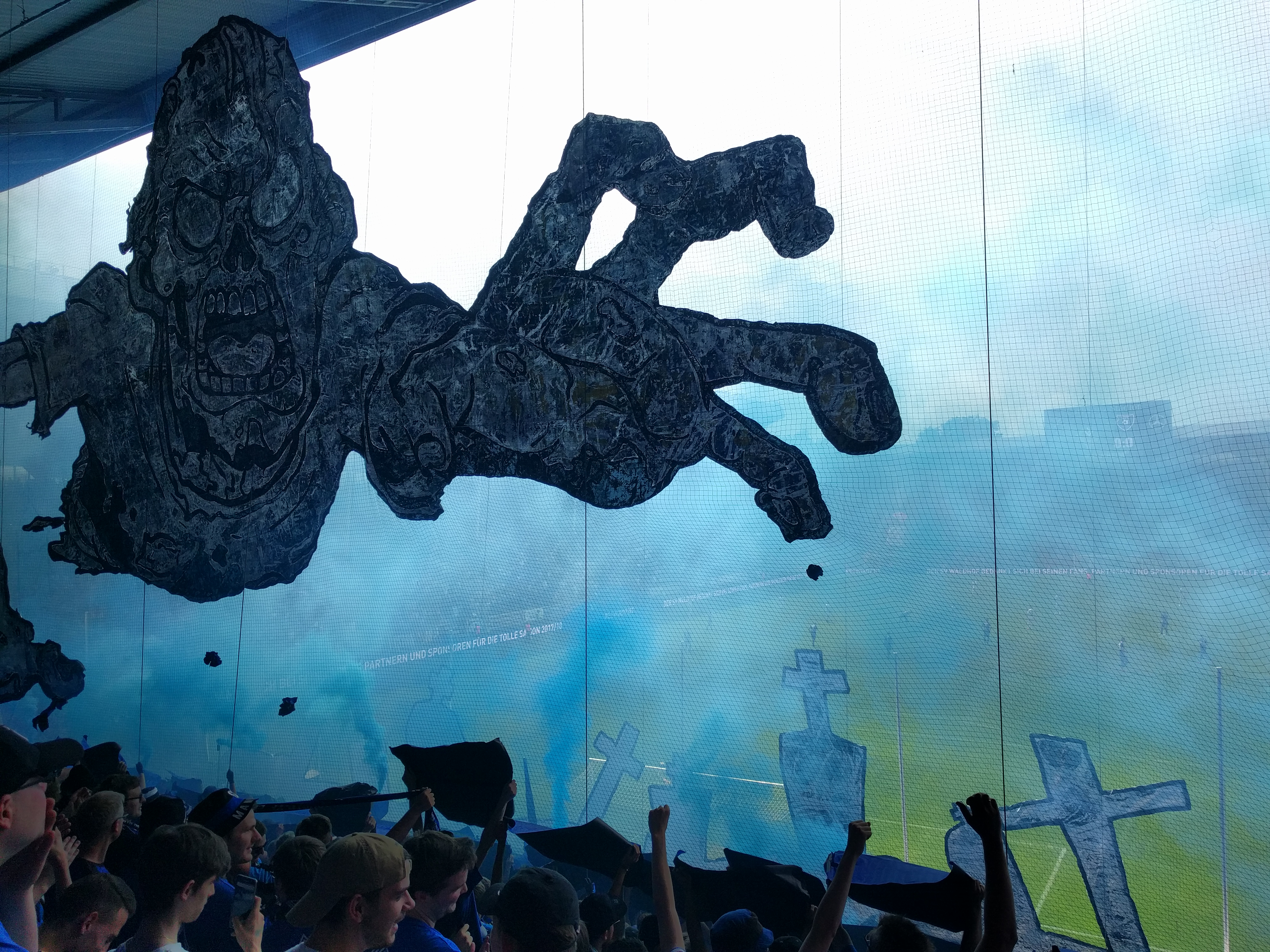
Choreographie der Ultras Mannheim auf der Otto-Siffling-Tribüne, 27. Mai 2018
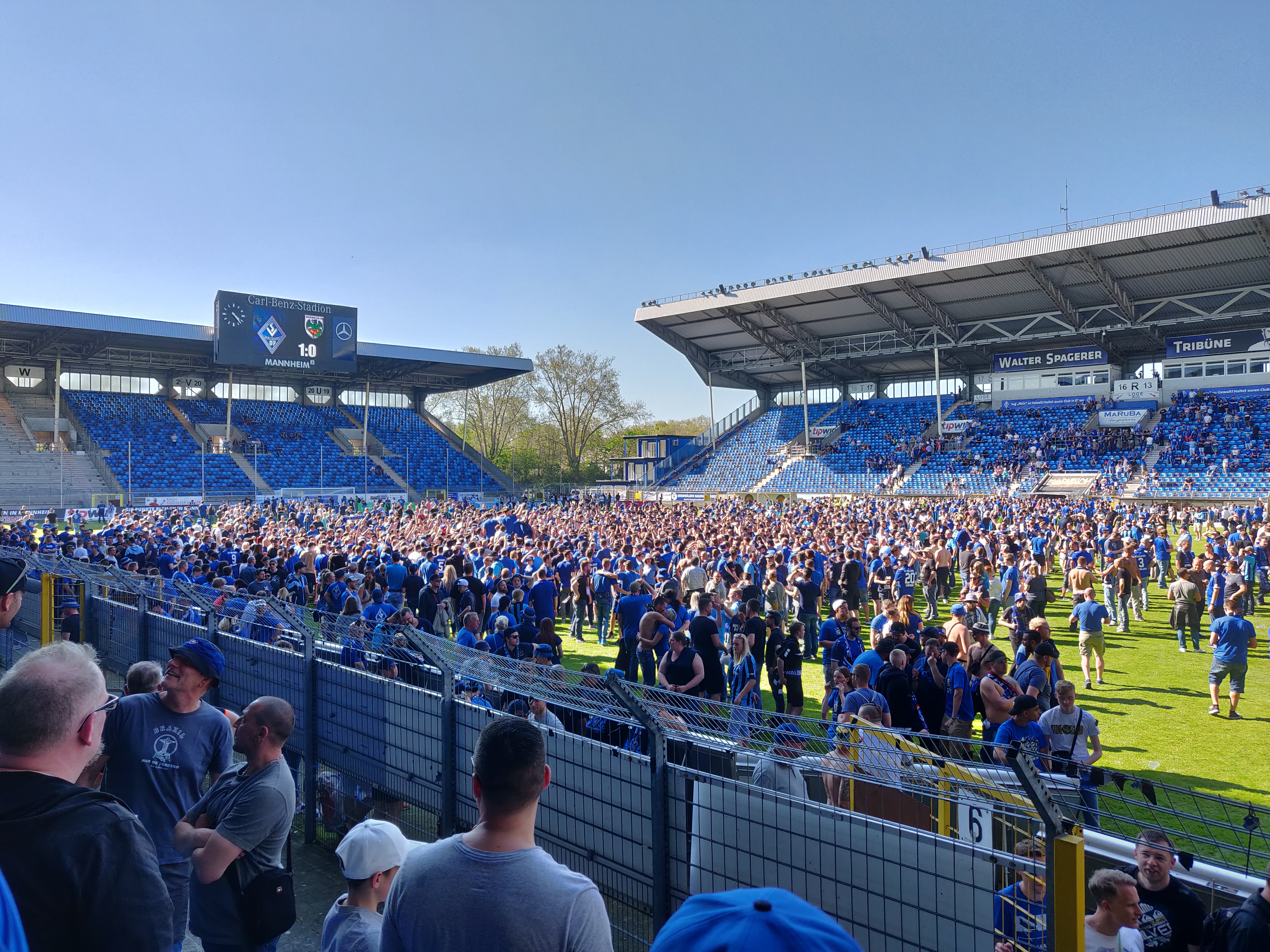
Aufstieg des SV Waldhof Mannheim in die 3. Liga am 20. April 2019